# Польська військова авіація в польсько-українській війні
Польська військова авіація в польсько-українській війні — організація та діяльність польської авіації за часів польсько-української війни.

## Структура та організаційні зміни польської військової авіації під час війни

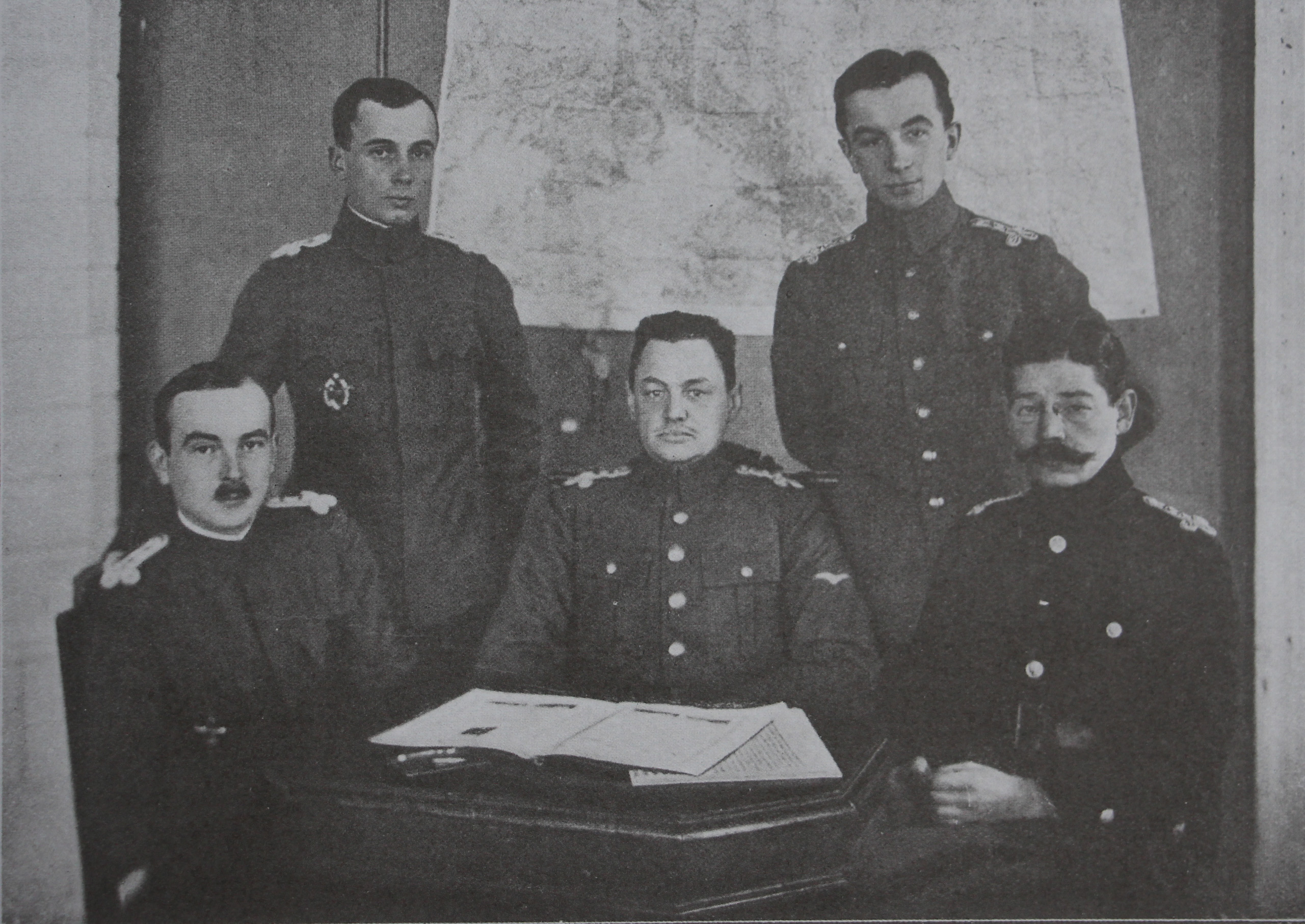
Перше командування повітряних військ, у центрі підполковник Іполит Лоссовський

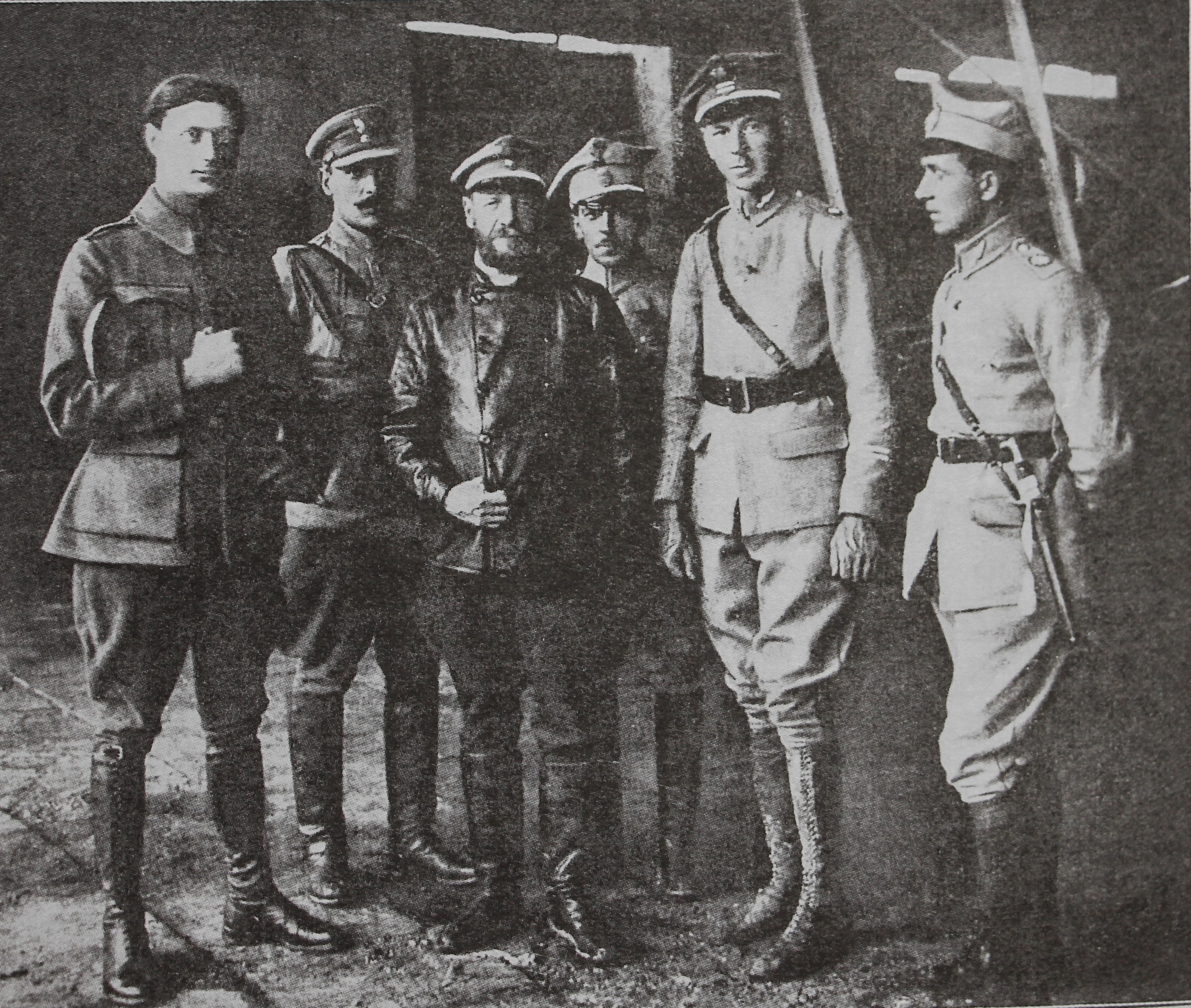
Генерал Люціан Желіговський у Станиславові після того, як його перевіз літаком зі Львова поручник Людомил Райський, червень 1919 р.

### Головні авіаційні органи
9 березня 1919 року у структурі Міністерства військових справ відродженої Польської Республіки створено Інспекторат авіаційних військ (пол. Inspektorat Wojsk Lotniczych). До його завдань входив нагляд за льотними групами та літунським вишколом, розв'язання організаційних завдань та нагляд за комплектуванням авіаційних частин. 20 травня Інспекторату підпорядкували відділ повітроплавства. З цього моменту компетенція Інспекторату зводилася до інспекцій та ініціатив у справах підготовки льотного складу, розроблення положень та інструкцій, нагляду за льотними училищами, навчань із бойової готовності, кадрових питань, технічного забезпечення та керування підрозділами матеріально-технічного забезпечення. Штатним розписом передбачалося 8 офіцерів, 17 службовців і 15 рядових.
З метою поліпшення командування авіацією на фронті 29 квітня 1919 року створено Управління авіації (пол. Szefostwo Lotnictwa). Воно входило до складу Головного командування. Управлінню авіації підпорядковувалися всі бойові ескадрильї та персонально всі офіцери авіації на фронті. Начальником новоствореного органу призначили капітана Юліана Слоневського. 11 травня відбулася реорганізація Генерального штабу Війська Польського, включаючи і Управління авіації. Воно ввійшло до III відділення Головного командування Війська Польського. У червні тимчасовим начальником відділення IIIB став французький офіцер, підполковник, пілот Франсуа де Верньєтт. У серпні начальником відділення призначено поляка, полковника, пілота Адама Залеського.

### Авіаційні підрозділи, сформовані в колишньомуЦарстві Польськомута Галичині
20 грудня 1918 року командувач повітряних військ підполковник Іполит Лоссовський наказав організувати розвідувальні ескадрильї по 6 літаків у кожній. Уже тоді було організовано дві ескадрильї у Львові, одну в Кракові та зародок ескадрильї у Любліні. Наказом від 21 грудня засновано 2-гу ескадрилью у Любліні та 1-шу ескадрилью у Варшаві. Малопольським ескадрильям присвоїли такі номери: 5-та ескадрилья у Кракові, 6-та і 7-ма ескадрильї у Львові. Ще до кінця року у Варшаві сформовано 3-тю ескадрилью, а на початку січня 1919 року — 9-ту ескадрилью у Кракові та 4-ту ескадрилью у Варшаві. Наприкінці місяця організовано у Варшаві 11-ту розвідувальну ескадрилью та 1-шу зв'язкову ескадрилью, а також 12-ту ескадрилью у Кракові. Швидкий організаційний розвиток не йшов у ногу із забезпеченням літаками. Також не вистачало штатного льотного складу. Не вистачало і поповнення для ескадрилей, які воювали на польсько-українському фронті. Паралельно виникли і три командування льотних груп. Наприкінці червня в країну прибула ескадрилья 4-ї стрілецької дивізії генерала Желіговського. Їй присвоїли номер 10. Ескадрилью перевели у Познань на доукомплектування. У цей час 7-му авіаційну ескадрилью було перейменовано на винищувальну ескадрилью, а її парк зріс до 10 літаків та поповнився винищувачами, закупленими у Франції. У травні 1919 р. польська військова авіація мала в розпорядженні: два батальйони авіаційного доукомплектування, три школи пілотів у Кракові та Варшаві, одну школу спостерігачів і одну школу механіків у Варшаві, чотири авіагрупи (всього з 10 ескадрилей), три авіапарки рухомого складу. Діяли також авіаційні майстерні, метеорологічні станції, секції аерофотознімання.

## Бої авіації на польсько-українському фронті

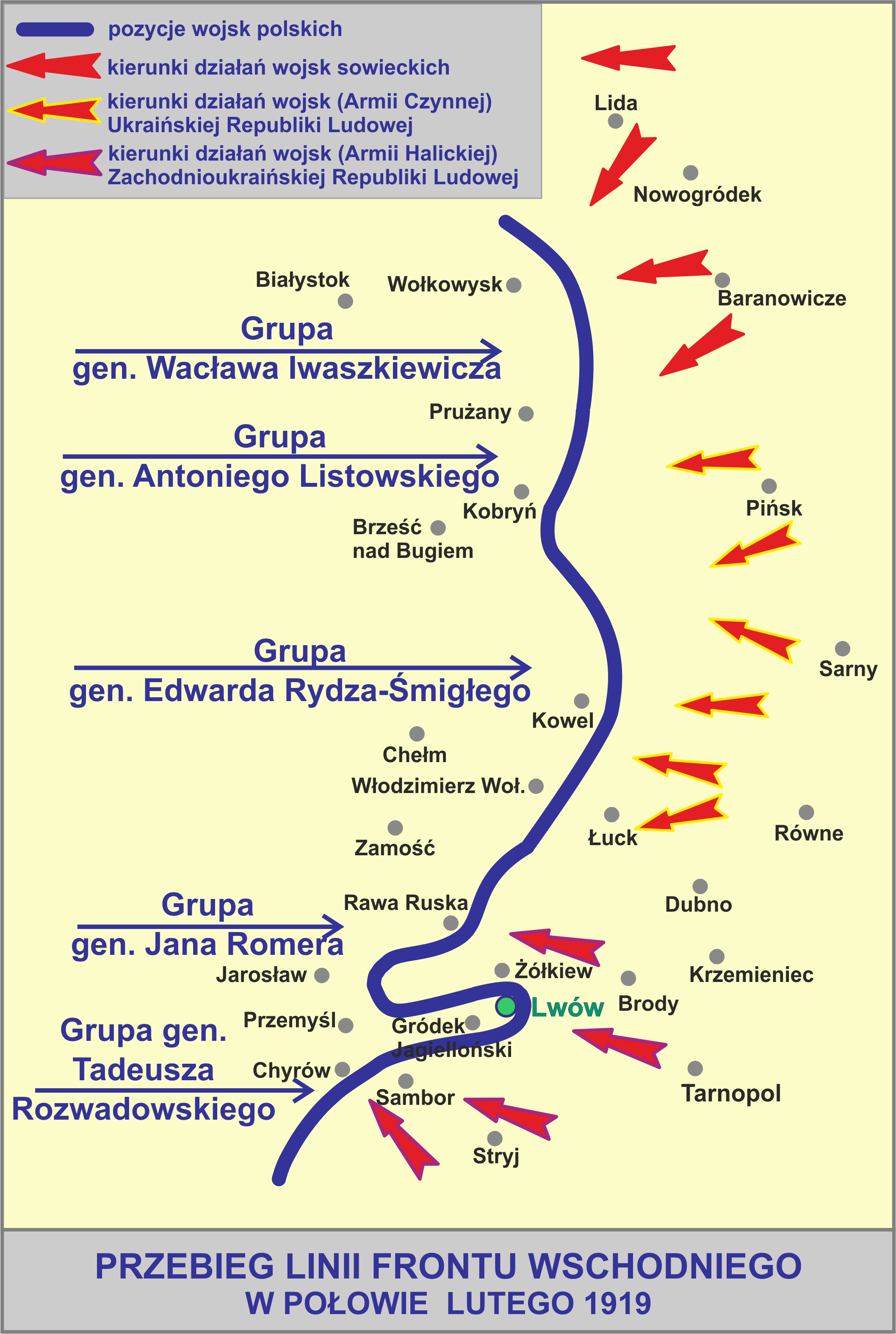
Польсько-український фронт, лютий 1919 р.

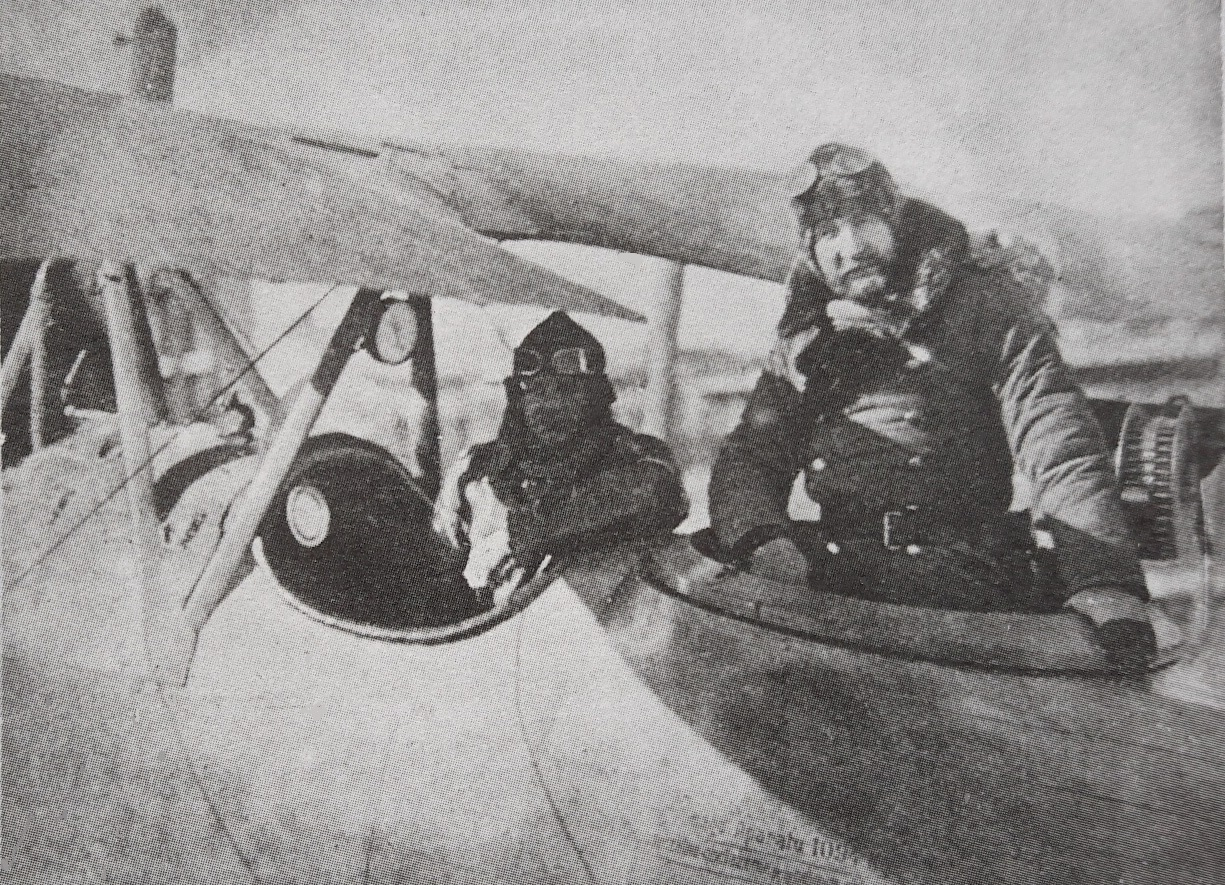
Командир групи «Схід» генерал Тадеуш Розвадовський після прибуття з Перемишля до Львова з пілотом капітаном Камілло Періні (січень 1919 р.)

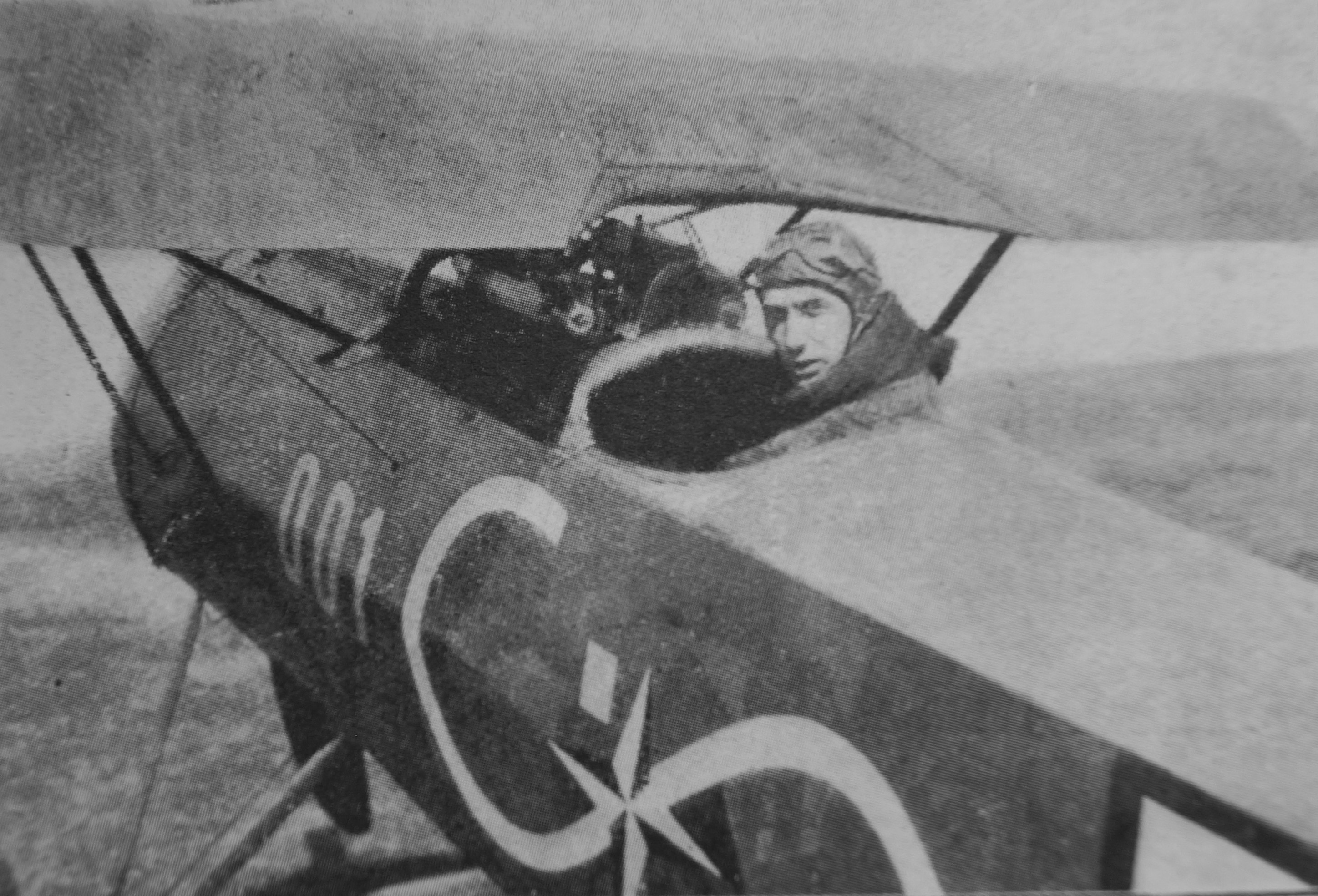
Поручник пілот Стефан Стец у літаку Fokker EV зі своєю персональною позначкою

### Польська авіація в боях за Львів

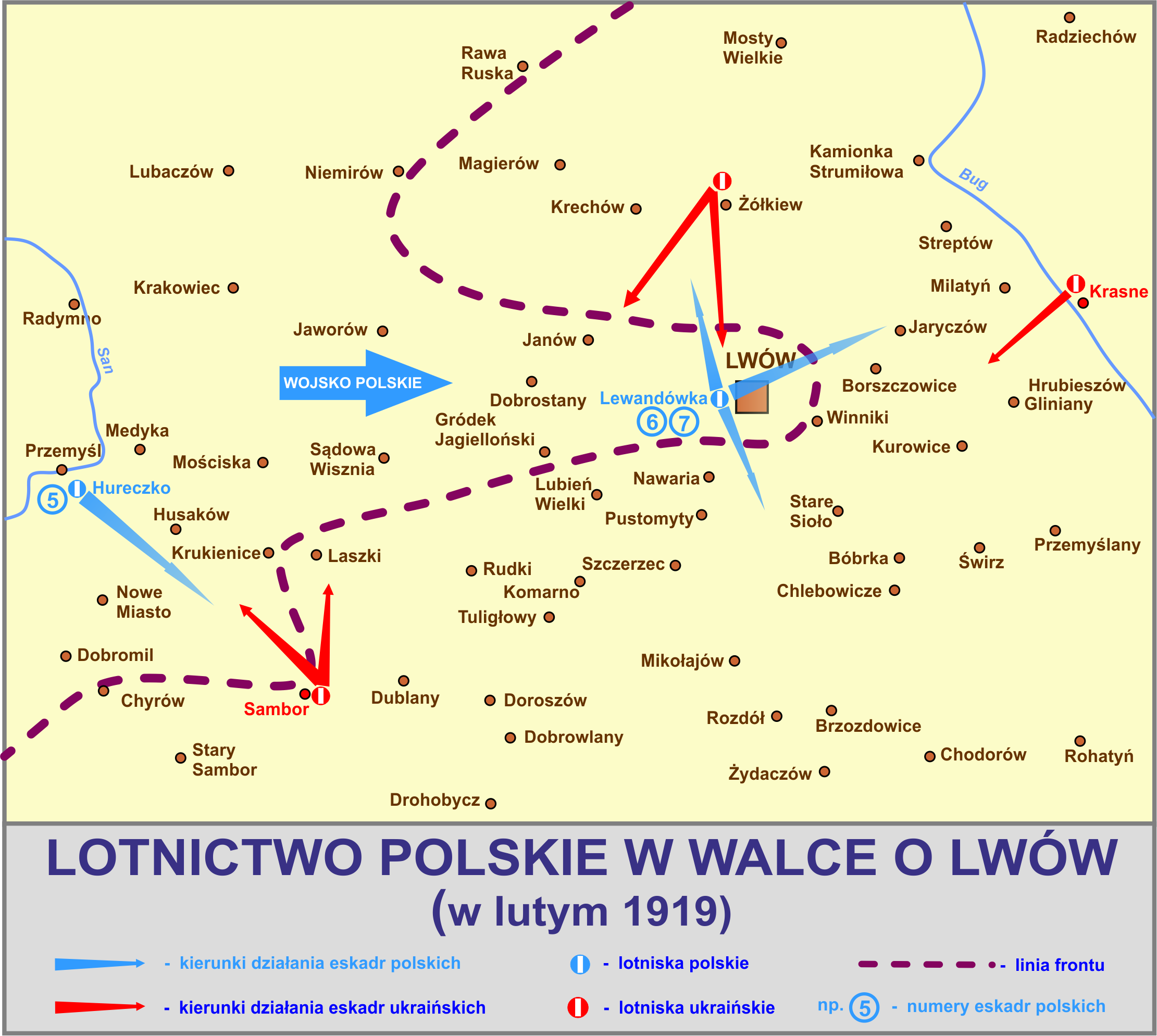
Дії польської авіації у боях за Львів

У ніч проти 1 листопада українські війська зайняли у Львові урядові будівлі та інші важливі стратегічні пункти.
5 листопада 1918 до полудня екіпаж літака Oeffag C.I у складі поручника пілота Стефана Бастира і поручника спостерігача Януша де Борена здійснив перший бойовий виліт в історії польської авіації. Машина злетіла з Левандівки, піднялася приблизно на 400 м і на цій висоті надлетіла на Персенківку, виконавши бомбування. Бомби, викинуті вручну з кабіни, впали між потягами, що стояли на станції, викликавши паніку серед українських січових стрільців. Того ж дня було здійснено ще два вильоти, в тому числі розвідку позицій українських військ у Львові. Під час наступного польоту поручник пілот Бастир зі спостерігачем підпоручником Торунем розкидали листівки із закликом записуватися на службу до Війська Польського.
7 листопада в розпорядженні були вже три робочі літаки. Цього дня поручник Стефан Стец і підпоручник Владислав Торунь закидали бомбами позиції української артилерії на Високому Замку та Цитадель, пошкодили залізничну колію між Підзамчем і Підбірцями та змусили український військовий потяг відступити. Інший екіпаж (лейтенант Евгеніуш Ролянд і ротмістр Махульський) розкидали над містом мобілізаційний наказ і оголошення Ставки. Третій екіпаж (поручник Бастир і поручник де Борен) за наказом Головного командування відлетів із донесенням до Кракова. 13 листопада з донесенням до начальника держави Юзефа Пілсудського з проміжною посадкою в Кракові вилетів поручник Стец.
25 листопада у Львів прибула 3-тя бойова ескадрилья, яка разом з 2-ю ескадрильєю увійшла до складу новоствореної Львівської авіагрупи поручника Стефана Бастира. 3 грудня командувач групи «Схід» генерал Тадеуш Розвадовський замість Львівської авіагрупи створив Командування польових ескадрилей Східної Галичини, якій підпорядковувалися обидві ескадрильї, а також львівський авіапарк. Угруповання очолив капітан пілот д-р Ян Вежейський. 
У грудні обидві ескадрильї виконували завдання підтримки сухопутних підрозділів у боях під Дублянами, Великими Грибовичами та Сороками. Львів далі залишався оточеним із трьох боків, а єдиний зв'язок із польською стороною — через Перемишль — постійно був під загрозою. Незважаючи на те, що погодні умови не сприяли діям військово-повітряних сил, обстановка була надзвичайною. 4 грудня пілот капітан  Камілло Періні та спостерігач поручник Кароль Фрізер здійснили бомбардування залізничної станції у Городку-Ягеллонському. Це полегшило піхоті захоплення містечка та відновити залізничне сполучення між Перемишлем і Львовом.
Літуни виконували насамперед розвідувальні завдання. Маршрути польотів пролягали навколо Львова. 16 грудня екіпаж у складі поручника Стеца і поручника Шмідта проводив розвідку за маршрутом: Львів—Пустомити—Винники—Дубляни—Брюховичі—Львів. 19 грудня Львівська авіагрупа розпочала боротьбу з відступаючими сухопутними загонами противника. Через погодні умови наприкінці грудня польоти було припинено. У цьому місяці ескадрильї здійснили 28 бойових вильотів і кілька польотів у цілях зв'язку.

### Авіація в діях на ковельському напрямку
Наприкінці грудня 1918 р. війська Української Народної Республіки вийшли на Буг у районі Холма. Цей простір із відрізком фронту завдовжки близько 100 км, боронила група генерала Стефана Маєвського чисельністю приблизно 2000 вояків.
На той час дислокована в Любліні 2-га авіаційна ескадрилья майора Єжи Сирокомлі-Сирокомського ще не досягла стану бойової готовності. З цієї причини в район бойових дій було вирішено спрямувати 3-ю авіаескадрилью капітана Юліана Слоневського..
Перші вдалі розвідувальні польоти 3-тя ескадрилья здійснила 15 лютого. Райони Берестя, Кобриня і Ковеля розвідували 2 екіпажі (підпоручник-спостерігач Александер Лагуна і підпоручник-пілот Тадеуш Праус; капітан-пілот Донат Макійонек і капітан-спостерігач Юліан Слоневський). 
У середині лютого український наступ було зупинено, а польські війська в ході наступу зайняли Ковель. На межі лютого та березня ескадрилья підтримувала діяльність оперативних груп генерала Едварда Ридз-Сміглого, генерала Александра Карніцького та генерала Броніслава Баб'янського. З початку березня 3-тя авіаескадрилья здійснювала розвідувальні польоти. 3 березня її підпорядковано командуванню групи генерала Едварда Ридз-Сміглого. На той час підрозділ володів 4 літаками.
У березні на фронт прибула 2-га авіаескадрилья, почавши діяти на користь групи генерала Броніслава Баб'янського. Наприкінці місяця з обох ескадрилей, що діяли в районі Ковеля, утворили 4-ту авіагрупу під командуванням капітана Юліана Слоневського.
У квітні 3-тя ескадрилья вела дуже активні повітряні дії. 3 квітня вона бомбила українські бронепотяги на станціях Переспа та Рожище. У наступні дні вона здійснила ще 6 бойових вильотів. У подальші дні було втрачено два літаки, а один екіпаж потрапив в український полон. 2-га авіаційна ескадрилья все ще доходила до стану бойової готовності. Наприкінці квітня випадкова пожежа знищила состав вагонів разом із усім авіаційним оснащенням ескадрильї.

### Бої у Східній Галичині
На початку березня українська сторона перейшла в наступ. Було перервано залізничне сполучення на Перемишль. У відповідь польські війська вислали на напрямок, що перебував під загрозою, оперативну групу генерала Вацлава Івашкевича та групу великопольських військ полковника Даніеля Конажевського. Польська сторона вдарила з Перемишля вздовж залізничної колії і 20 березня сполучення зі Львовом було відновлено. Скориставшись успіхом, поляки відбили в українських військ простір на південь від Рави-Руської, і наприкінці березня лінія фронту пролягла від Рави-Руської через Немирів, Вишеньку, Городок-Ягеллонський до Львова. Дії сухопутних військ підтримували з повітря 5-та і 7-ма ескадрильї, що базувалися у Львові, та 5-та, 9-та і 1-ша великопольські ескадрильї, що вилітали з Перемишля. 15 березня зону повітряної розвідки було розділено на дві ділянки: львівську і перемишльську. Львівська ділянка проходила на схід від лінії Рава-Руська—Немирів—Яворів—Рудки, а обслуговувала її 3-тя авіагрупа. Перемишльська ділянка простягалася на захід від лінії Любачів—Яворів—Городок—Рудки—Самбір—Хирів, а відповідальність за неї взяли на себе «перемишльські ескадрильї» під командою капітана Станіслава Ясинського.

### Дії авіації під час травневого наступу
14 травня розпочався наступ польських військ у Східній Галичині та на Волині. Група генерала Івашкевича «Схід» пробивалася на галицькому напрямку, тоді як у північній частині галицького простору та на півдні Волині діяла група генерала Домініка Одри, а на північ від неї — група генерала Карніцького. У перший день наступу 9 літаків 3-ї групи на чолі з капітаном Бастирем атакували українську піхоту на захід від Дорошова, на Візенберзі та на захід від Мервичів. Того самого дня 5 літаків напали на українські позиції під Куликовим.

## Наробітокпольських авіаескадрилей у польсько-українській війні
| Бойові дії ескадрилей із листопада 1918 по червень 1919 | Бойові дії ескадрилей із листопада 1918 по червень 1919 | Бойові дії ескадрилей із листопада 1918 по червень 1919 | Бойові дії ескадрилей із листопада 1918 по червень 1919 |
| Ескадрилья                                              | Вильоти                                                 | Години                                                  | Втрати                                                  |
| ------------------------------------------------------- | ------------------------------------------------------- | ------------------------------------------------------- | ------------------------------------------------------- |
| 2-га розвідувальна ескадрилья                           | 23                                                      | 55                                                      | 0                                                       |
| 3-тя розвідувальна ескадрилья                           | 32                                                      | 77                                                      | 0                                                       |
| 5-та розвідувальна ескадрилья                           | 3                                                       | 53                                                      | 2                                                       |
| 6-та розвідувальна ескадрилья                           | 322                                                     | 462                                                     | 0                                                       |
| 7-ма винищувальна ескадрилья                            | 68                                                      | 67                                                      | 3                                                       |
| 9-та розвідувальна ескадрилья                           | 40                                                      | 45                                                      | 2                                                       |
| 12-та розвідувальна ескадрилья                          | 38                                                      | 56                                                      | 0                                                       |

## Літаки, що стояли на озброєнні польських авіаескадрилей
| Назва                 | Країна виробництва          | Світлина | Тип                                          | Екіпаж | Озброєння                                           |
| --------------------- | --------------------------- | -------- | -------------------------------------------- | ------ | --------------------------------------------------- |
| Albatros C.XII        | Німецька імперія            |          | розвідувальний літак                         | 2      | 2 кулемети та 100 кг бомб                           |
| Albatros D.III (Oef)  | Австро-Угорщина             |          | винищувач                                    | 1      | 2 кулемети                                          |
| DFW C.V               | Німецька імперія            |          | розвідувальний літак, бомбовоз               | 2      | 1 кулемет пілота, 1 кулемет стрільця та 100 кг бомб |
| Fokker D.VII          | Німецька імперія            |          | винищувач                                    | 1      | 2 кулемети                                          |
| Hannover CL.II        | Німецька імперія            |          | винищувач                                    | 2      | 1 кулемет пілота, 1 кулемет стрільця                |
| Hansa-Brandenburg C.I | Німецька імперія            |          | розвідувальний літак                         | 2      | 1 кулемет пілота, 1 кулемет стрільця та 100 кг бомб |
| Lloyd C.V             | Австро-Угорщина             |          | розвідувальний літак                         | 2      | 1 кулемет стрільця та 90 кг бомб                    |
| LVG C.V               | Німецька імперія            |          | розвідувальний літак, бомбовоз               | 2      | 1 кулемет пілота, 1 кулемет стрільця та 115 кг бомб |
| LVG C.VI              | Німецька імперія            |          | розвідувальний літак, легкий бомбардувальник | 2      | 1 кулемет пілота, 1 кулемет стрільця та 90 кг бомб  |
| Nieuport 17           | Третя французька республіка |          | винищувач                                    | 1      | 1 кулемет                                           |
| Oeffag C.II           | Австро-Угорщина             |          | розвідувальний літак                         | 2      | 1 кулемет стрільця та 40 кг бомб                    |